# 索非亚地铁
索非亚地铁（羅馬化：Sofiysko metro），为保加利亚首都索非亚的城市轨道交通系统，於1998年1月28日開始運營。索非亚地铁是保加利亚目前唯一的地铁。截至2020年，共有4條线路，设有47个站点，总长度52.0km，規模在歐洲排名第19。地鐵並服務索菲亞機場，作為其聯外軌道交通。

## 歷史
索菲亞地鐵自1960年代后期開始規劃，但直到1990年代後期才正式啟動建設，主要是由於缺乏足夠的資金，而且該市當時並沒有迫切需要地鐵系統，1980、90年代东欧民主化剧变的动荡也拖延索菲亞地鐵的建设。另一個拖延施工的因素是城市的歷史深度，作為歐洲最古老的城市之一，索菲亞地下有許多歷史遺跡。在塞爾迪卡車站可以清楚地看到這些古代的證據，該車站展示了大量出土的色雷斯和羅馬遺址。

## 路線
由於通勤人口增加，平日早晨有大量乘客前往市中心，而晚上則有大量乘客離開市中心。在保加利亞中央批准了關於地鐵的技術和經濟報告以及索菲亞的總體城市規劃之後，地鐵系統的總體路線方案，由市中心往三個方向輻射延伸的路線組成，總長62公里（39 英里），63個地鐵站，遠期每日可容納110萬人次的客運量。
| 路線   | 路線標誌 | 開通年份 | 目前長度 （km [mi]） | 站數 |
| ------ | -------- | -------- | -------------------- | ---- |
| M1     |          | 1998     | 14.8（9.2）          | 16   |
| M2     |          | 2012     | 11.4（7.1）          | 13   |
| M3     |          | 2020     | 7.8（4.8）           | 12   |
| M4     |          | 2015     | 26.1（16.2）         | 20   |
| 總數： | 總數：   | 總數：   | 52（32.3）           | 47   |

### 1號線（紅線）
- 1號線於1998年1月28日啟用，最初由五個車站、6.5公里（4.0 英里）長的路段組成，經過數次延伸後，目前總長14.8公里，共16個車站，其中有13站區間與4號線共線。

| M1                  |                                 |      |                |                           |
| 站名                | 站名                            | 圖片 | 開始營運日期   | 轉乘路線                  |
| 保加利亞語 （英語） | 中文 （譯名）                   | 圖片 | 開始營運日期   | 轉乘路線                  |
| （）                | 斯利夫尼察                      |      | 1998年1月28日  | （與4號線共線路段的起點） |
| （）                | 柳林                            |      | 1998年1月28日  |                           |
| （）                | 扎帕登公園                      |      | 1998年1月28日  |                           |
| ()                  | 瓦爾達爾                        |      | 1998年1月28日  |                           |
| ()                  | 康斯坦丁·維利奇科夫             |      | 1998年1月28日  |                           |
| ()                  | 奧珀爾琴斯卡                    |      | 1999年9月17日  |                           |
| ()                  | 塞爾迪卡                        |      | 2000年10月31日 |                           |
| ()                  | 索菲亞聖克利門特·奧赫里德大學   |      | 2009年9月7日   |                           |
| ()                  | 瓦西里·列夫斯基體育場           |      | 2009年5月8日   |                           |
| ()                  | 弗雷德里克·約里奧-居禮          |      | 2009年5月8日   | 南巴士客運站              |
| ()                  | 迪米特洛夫                      |      | 2009年5月8日   |                           |
| ()                  | 穆薩格尼察                      |      | 2009年5月8日   |                           |
| ()                  | 姆拉多斯特一號站                |      | 2009年5月8日   | （與4號線共線路段的終點） |
| ()                  | 亞歷山大·馬利諾夫               |      | 2015年5月8日   |                           |
| ()                  | 阿卡德‧亞歷山大·特奧多羅夫-巴蘭 |      | 2015年5月8日   |                           |
| ()                  | 商業園區                        |      | 2015年5月8日   |                           |

### 2號與4號線
索菲亞地鐵2號線南北貫穿城市，4號線則在市中心部分與1號線共線，在姆拉多斯特一號站轉往索菲亞機場。2號與4號線一半的建築成本由歐盟承擔，線路的第一段從奧貝利亞到國立文化宮於2012年8月31日投入使用。2015年4月2日姆拉多斯特三號站至索菲亞機場完工，此後2號線的運行模式改為由詹姆斯·伯奇爾站往北經過國家文化宮到奧貝利亞、與1號線的斯利夫尼察，隨後沿1號線運行直到姆拉多斯特一號站，再轉往索菲亞機場的絲帶狀路線。
2020年8月26日，當局將2號線分拆為兩部分，從維托沙到奧貝利亞南北向的2號線，與奧貝利亞到索菲亞機場的4號線，但目前只有線路標示分拆，實際上從維托沙站開往奧貝利亞的2號線列車，抵達奧貝利亞後繼續作為4號線的列車開往索菲亞機場。同樣地，從索菲亞機場駛往奧貝利亞的4號線列車，到達奧貝利亞後也繼續作為2號線列車開往維托沙。目前在奧貝利亞站與洛姆斯科肖斯站之間預計新建摩登洛郊區站，此站日後將作為2號線與4號線的拆分站，使兩線真正獨立運營。
拆分後2號線共13站，長11.4公里；4號線共20站，長26.1公里，其中4號線有13站區間與1號線共線。

#### 2號線
| M2                |                            |      |               | |
| 站名 （英文站名） | 中文譯名                   | 圖片 | 開始營運日期  | 轉乘路線 |
| ()                | 奧貝利亞                   |      | 2003年4月20日 | 從索菲亞機場駛往奧貝利亞的4號線列車，到達奧貝利亞後繼續作為2號線列車開往維托沙站。兩線完全拆分後將劃歸4號線。 |
| ()                | 摩登諾郊區                 |      | 計畫中        | 未來轉乘4號線                                                                                                 |
| ()                | 洛姆斯科·紹塞              |      | 2012年8月31日 | |
| ()                | 貝利·杜納夫                |      | 2012年8月31日 | |
| ()                | 納德日達                   |      | 2012年8月31日 | |
| ()                | 漢庫布拉特                 |      | 2012年8月31日 | |
| ()                | 克尼亞吉尼亞·瑪麗亞·路易莎 |      | 2012年8月31日 | |
| ()                | 中央车站                   |      | 2012年8月31日 | 保加利亞國家鐵路索菲亚中央车站、索非亞中央巴士站                                                              |
| ()                | 勒沃夫·莫斯特              |      | 2012年8月31日 | |
| ()                | 塞爾迪卡二號站             |      | 2012年8月31日 | |
| ()                | 國立文化宮                 |      | 2012年8月31日 | |
| ()                | 歐洲聯盟                   |      | 2012年8月31日 | |
| ()                | 詹姆斯·伯奇爾              |      | 2012年8月31日 | |
| ()                | 維托沙                     |      | 2016年7月20日 | |
| ()                | 黑山                       |      | 計畫中        | |
| ()                | 德拉加列夫齊               |      | 計畫中        | |

#### 4號線
| M4                    |                                    |      |                | |
| 站名                  | 中文譯名                           | 圖片 | 開始營運日期   | 轉乘路線                                                                                            |
| Модерно предградие (Moderno predgradie) | 摩登諾郊區                         |      | 計畫中         | 未來轉乘4號線                                                                                       |
| Обеля (Obelya)              | 奧貝利亞                           |      | 2003年4月20日  | 開往奧貝利亞的2號線列車，抵達奧貝利亞後繼續作為4號線列車開往索菲亞機場。兩線完全拆分後將劃歸4號線。 |
| ()                    | 斯利夫尼察                         |      | 1998年1月28日  | 與1號線共線路段的起點                                                                               |
| ()                    | 柳林                               |      | 1998年1月28日  | |
| ()                    | 扎帕登公園                         |      | 1998年1月28日  | |
| ()                    | 瓦爾達爾                           |      | 1998年1月28日  | |
| ()                    | 康斯坦丁·維利奇科夫                |      | 1998年1月28日  | |
| ()                    | 奧珀爾琴斯卡                       |      | 1999年9月17日  | |
| ()                    | 塞爾迪卡                           |      | 2000年10月31日 | |
| ()                    | 索菲亞聖克利門特·奧赫里德大學      |      | 2009年9月7日   | |
| ()                    | 瓦西里列夫斯基體育場               |      | 2009年5月8日   | |
| ()                    | 約里奧居里                         |      | 2009年5月8日   | 南巴士客運站                                                                                        |
| ()                    | G·M·迪米特洛夫                     |      | 2009年5月8日   | |
| ()                    | 穆薩格尼察                         |      | 2009年5月8日   | |
| ()                    | 姆拉多斯特一號站                   |      | 2009年5月8日   | 與1號線共線路段的終點                                                                               |
| ()                    | 姆拉多斯特三號站                   |      | 2012年4月25日  | |
| ()                    | 國際展覽中心 – 察里格拉德斯科·紹塞 |      | 2012年4月25日  | |
| ()                    | 德魯日巴                           |      | 2015年4月2日   | |
| ()                    | 伊斯克爾斯科·紹塞                  |      | 2015年4月2日   | 保加利亞國家鐵路伊斯克爾斯科·紹塞車站                                                               |
| ()                    | 索菲斯卡·斯維塔·戈拉               |      | 2015年4月2日   | |
| ()                    | 索菲亞機場                         |      | 2015年4月2日   | 索菲亞機場第2航廈                                                                                   |

### 3號線
3號線建设完成后将長16 公里（9.9 英里）連接索菲亞的西南與東北地區，共有16個車站，包括市中心的兩個換乘站，採用中運量系統的規格設計運營，供電方式與其他路線不同，使用架空線供電，于2020年8月26日开通。目前3號線長7.8公里，有12個車站。
| M3   |                                  |      |               |                                 |
| 站名 | 中文譯名                         | 圖片 | 開始營運日期  | 轉乘路線                        |
| ()   | 弗拉迪米爾·瓦佐夫                |      | 建設中        |                                 |
| ()   | 色雷斯                           |      | 建設中        |                                 |
| ()   | 喬治·阿斯帕魯霍夫體育場          |      | 建設中        |                                 |
| ()   | 哈吉·迪米特爾                    |      | 2020年8月26日 | 波杜亞內巴士客運站              |
| ()   | 戲劇院                           |      | 2020年8月26日 | 保加利亞國家鐵路波杜亞內車站    |
| ()   | 奧爾洛夫·莫斯特                  |      | 2020年8月26日 |                                 |
| ()   | 聖牧首埃夫提米                   |      | 2020年8月26日 |                                 |
| ()   | 國立文化宮二號站                 |      | 2020年8月26日 | 國立文化宮站                    |
| ()   | 醫科大學                         |      | 2020年8月26日 |                                 |
| ()   | 保加利亞大道                     |      | 2020年8月26日 |                                 |
| ()   | 沙皇波利斯三世大道/克拉斯諾·塞洛 |      | 2020年8月26日 |                                 |
| ()   | 奧夫查·庫佩爾                    |      | 2021年4月24日 |                                 |
| ()   | 莫西亞/新保加利亞大學            |      | 2021年4月24日 |                                 |
| ()   | 奧夫查·庫佩爾二號站              |      | 2021年4月24日 |                                 |
| ()   | 戈爾納·班亞                      |      | 2021年4月24日 | 保加利亞國家鐵路戈爾納·班亞車站 |

## 地鐵列車

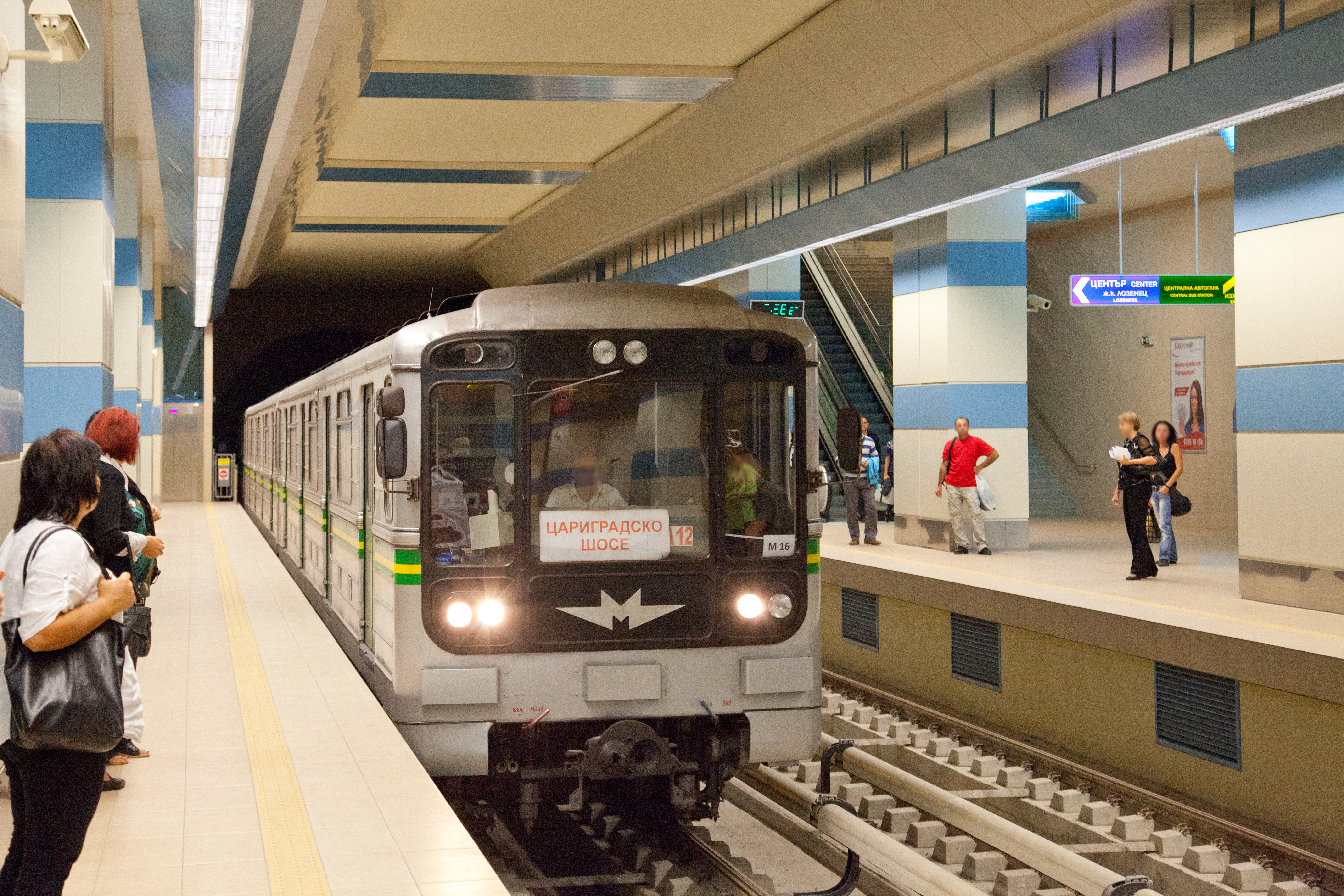
81-717.4/714.4型
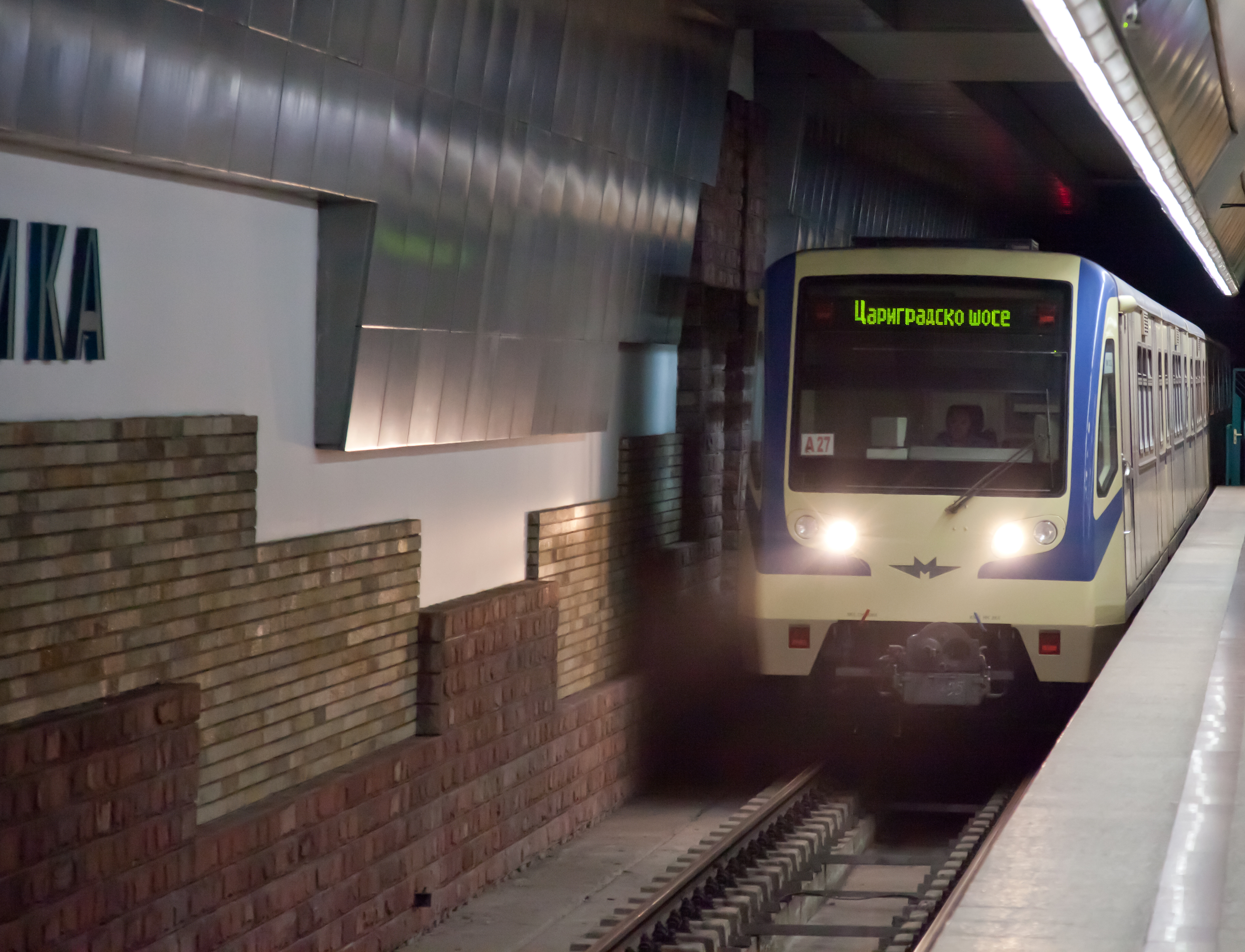
81-740.2/741.2型
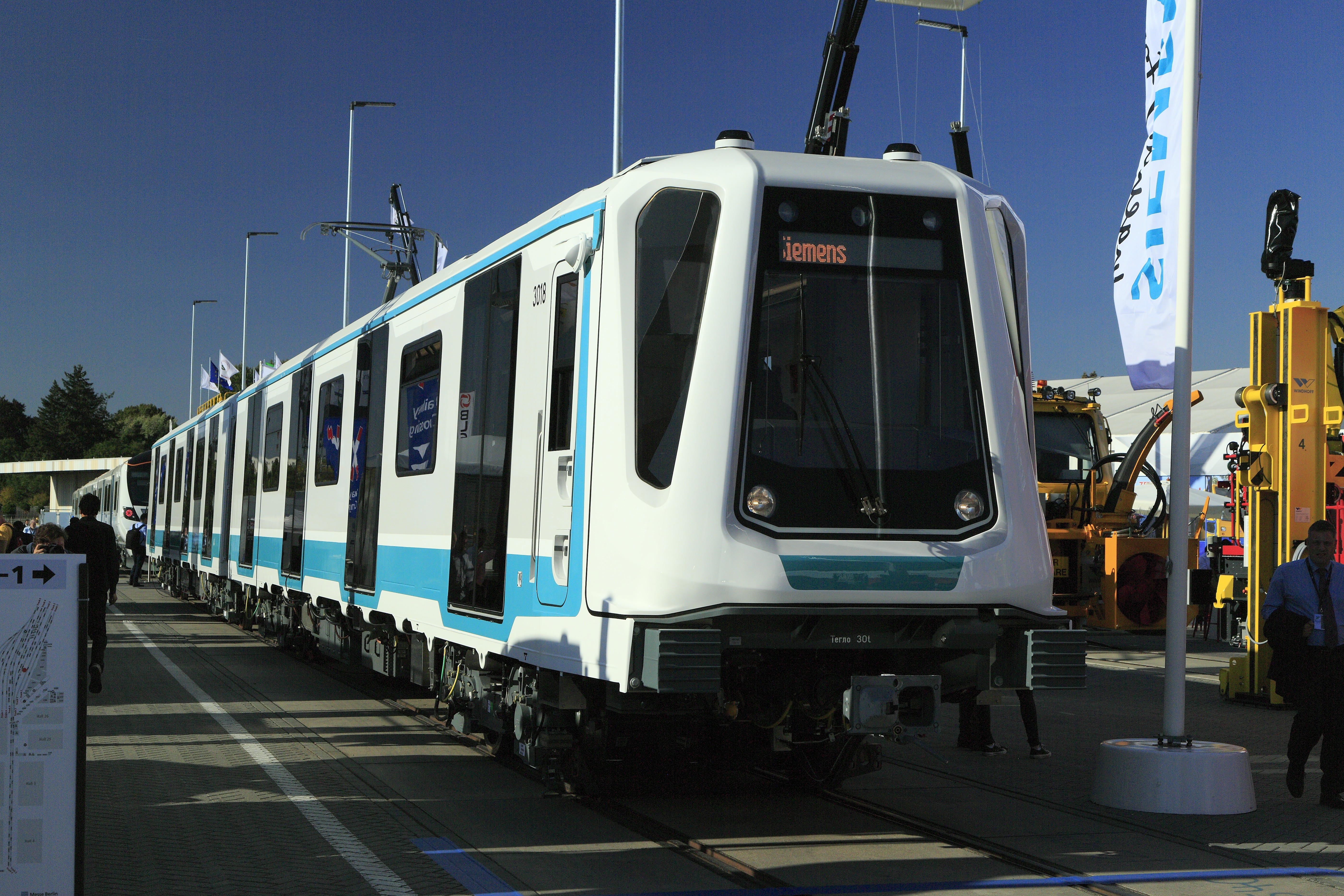
西门子Inspiro

索菲亞地鐵共使用3種列車，前2種在高運量的1、2、4號線運行，分別是地鐵81-717/714型電車和地鐵81-740/741型電車，均由俄罗斯的地铁车辆机械制造厂製造。81-717/714型於1990年交付，型號為81-717.4/714.4，總共48節車廂，以4節編組，編為12輛列車運行，該批列車在2020年翻新後，型號更改為81-717.4K/714.4K，繼續投入使用。
81-740.2/741.2型則在2005年開始交付，以3節為一組，至2013年共交付40組列車，共120節車廂，两两重联运营；2010年之後交付的列車與之前稍有不同，型號更改為81-740.2B/741.2B。
第3種列車為西门子Inspiro，供中運量的3號線使用，索菲亞地鐵向西门子铁路系统訂購20輛3節編組的列車，於2020年4月投入使用，並計畫再購買10列列車。索菲亞地鐵的西门子Inspiro列車配備集電弓，以從架空線獲取電力。

## 未來計畫
2018年5月18日，索菲亞市政府公佈了索菲亞地鐵擴建項目，計劃新建4個新路段，均為原有線路的延伸或支線，共新建15個地鐵站。包括1號線西段支線、東端延伸、2號線南段支線、3號線東段延伸、3號線東段支線 (又称“6號線”)。
目前3號線東段延伸和3號線東段支線分别于2022、2023年开始建设，其他路线目前在討論階段，並沒有具體規劃。另外索菲亞市政府在2023年7月宣布斯柯達運輸贏得了一份價值6500萬歐元的合同，用于交付8列四節编组的空調地鐵列車，以取代1、2、4號線的俄罗斯制造车辆。

## 註解
1. ↑  「塞爾迪卡」為索菲亞之古稱，意為「中央」。
2. ↑  意譯為「摩登的郊區」。
3. ↑  意譯為「洛姆斯路」。
4. ↑  意譯為「瑪麗亞·路易莎公主」。
5. ↑  逐字譯為「中央鐵路車站」。
6. ↑  意譯為「獅子橋」。
7. ↑  「塞爾迪卡」為索菲亞之古稱，意為「中央」。
8. ↑  「塞爾迪卡」為索菲亞之古稱，意為「中央」。
9. ↑  「紹塞」意譯為「路」。
10. ↑  「紹塞」意譯為「路」。
11. ↑  意譯為「索菲亞聖森林」。
12. ↑  意譯為「鷹橋」。
13. ↑  後者意譯為「美麗村莊」。